# Arkady Rosengolts
Arkady Pavlovitch Rosengolts (1889–1938, également Rosengoltz ou translittération du yiddish Rosenholz), est un homme politique bolchévique et un commissaire soviétique du commerce extérieur. Il est victime des Grandes Purges de 1938. Sa sœur Eva était l'épouse en premières noces de l'écrivain Boris Levine.

## Biographie
A.P. Rosengolts est né à Vitebsk le 4 novembre 1889. Il est le fils d'un commerçant juif, Faïwel Nahimovitch Rosenholz. Il étudie à l'école commerciale de Kiev dont il est diplômé en 1914. Il rejoint le Parti ouvrier social-démocrate de Russie (RSDRP) en 1905. Entre 1926 et 1927, il est ambassadeur de l'Union soviétique au Royaume-Uni. Après les purges, il fut réhabilité en 1988.